# Vydrany
Vydrany (in ungherese Nemeshódos) è un comune della Slovacchia facente parte del distretto di Dunajská Streda, nella regione di Trnava.